# Brita Pipare
Brita, eller "Brita, fru till Jöran Pipare", levnadsår okända, var föremål för en häxprocess i Stockholm år 1593. 
Brita beskrivs i protokollen som "Brita, fru till Jöran Pipare": hennes make var antagligen pipare, dvs flöjtblåsare. I september 1593 ställdes Brita inför rätta åtalad för trolldom tillsammans med en medåklagad, en klok gumma vid namn "Margareta från Norrsunda".  
Hennes medåtalade, Margareta, hävdade att hon kunde bota sjukdomar, avslöja tjuvar, ge frid åt spöken och hindra häxor från att stjäla mjölk. Hon förklarade dock, att hon aldrig hade använt sina krafter för att skada, och rätten lät henne därför gå med en varning om att inte utöva vidskepelse igen. 
Brita anklagades för att ha förorsakat skada och sjukdom på ett antal borgare med hjälp av trolldom. Hon erkände inte häxeri, det vill säga att ha försvurit sig till Satan. Hon medgav däremot hon hade utövat trolldom genom att ha använt sig av signeri och lövjeri. Sådant var allmänt bruk vid denna tid och tolererades ofta av myndigheterna som harmlös vidskepelse, så länge det inte hade använts för att skada någon. Brita åtalades dock för att ha orsakat skada och sjukdom med hjälp av dessa bruk, vilket gjorde saken allvarlig. 
Vid denna tidpunkt var tortyr inte svensk praxis vid trolldomsfall. Ingen av domstolens ledamöter vill heller ta på sig ansvaret att ha gett order om att tortyr skulle användas vid detta mål. Det gick därför inte att få henne att bekänna häxeri. Samtidigt ansågs Brita vara en farlig häxa, då hon hade erkänt sig ha använt trolldom, även om hon vägrade erkänna häxeri, och domstolen ville inte släppa henne fri. Att döma henne till döden var omöjligt, då svensk lag krävde "erkännande eller sex vittnen innan någon döms till döden". Processen ägde rum under en brytningstid i Sverige, när synen på trolldom höll på att övergå från den gamla medeltida synen, som betraktade magi som harmlös vidskepelse så länge det inte hade använts för att skada någon fysiskt, till den tidigmoderna synen på trolldom som något associerat med satanspakt och därför alltid straffbart. Rättsmålet mot Brita var ett noterbart exempel på förvirringen kring praxis i trolldomsål under denna brytningstid i Sverige på 1590-talet. 
Brita fick kvarstå i fängelset i två år utan dom. I september 1595 släpptes Brita ut fängelset, men förvisades från Stockholms stad och malmarna. Hon var uppenbarligen ökänd i det dåtida Stockholm. Förvisningen applåderades av hennes make, som "trodde om henne lika mycket ont som andra". 